# Behar Shtylla

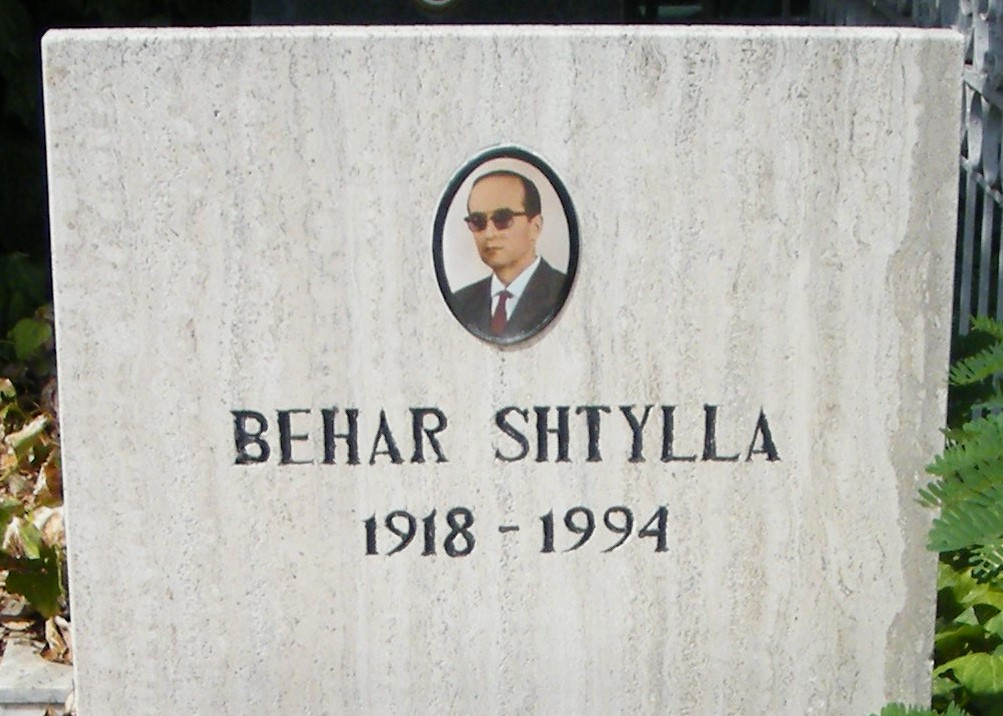
Grabstein von Behar Shtylla

Behar Shtylla (* 11. März 1918 in Korça; † 8. Dezember 1994 in Tirana) war ein albanischer Politiker der Partei der Arbeit Albaniens.

## Biografie
Während des Zweiten Weltkrieges von 1942 bis 1944 beteiligte er sich am kommunistischen antifaschistischen Unabhängigkeitskrieg. Nach der Gründung der Volksrepublik Albanien trat er in den diplomatischen Dienst ein und war zeitweise von 1950 bis 1952 Gesandter in Frankreich und danach in Italien.
Am 24. Juli 1953 wurde Shtylla als Nachfolger von Enver Hoxha zum Außenminister in dessen Regierung berufen und bekleidete dieses Amt auch in den nachfolgenden Regierungen von Mehmet Shehu bis zu seiner Ablösung durch den ehemaligen Vize-Außenminister und Botschafter in der Volksrepublik China Nesti Nase am 18. März 1966. 1954 wurde er erstmals zum Abgeordneten der Volksversammlung (Kuvendi Popullor) gewählt und gehörte dieser als Vertreter für den Kreis Durrës und dann den Kreis Berat von der dritten bis zum Ende der neunten Wahlperiode 1982 an.
Im April 1957 gehörte er neben Enver Hoxha, Mehmet Shehu, Gogo Nushi, Xhafer Spahiu, Ramiz Alia, Spiro Koleka und Rita Marko zu einer Delegation bei einem Staatsbesuch in der Sowjetunion, die sich mit den albanisch-sowjetischen Beziehungen befasste. Daneben vertrat er auch international die politische Haltung der albanischen Führung gegenüber anderen Staaten und politischen Ideologien wie im September 1957 bei einer Rede auf der Generalversammlung der Vereinten Nationen zu den außen- und sicherheitspolitischen Zielen von Jugoslawien.
Nachdem er zuvor Kandidat war, wurde er auf dem 4. Parteitag der PPSh im Februar 1961 Mitglied des Zentralkomitees (ZK) der Partei.
In einem Telegramm vom 2. Dezember 1961 an den Außenminister von Nordvietnam, Ung Van Khiem, äußerte er seine Sorgen über die Entwicklung der Situation in Vietnam und die Befürchtung der Errichtung einer Basis durch US-Präsident John F. Kennedy in Südvietnam zu Aggressionen gegenüber Nordvietnam und Laos. Während dieser Zeit war er vom 13. Januar 1969 bis 1970 Präsident der Volksversammlung.
1973 erfolgte seine Berufung zum Botschafter in der Volksrepublik China. Dieses Amt hatte er bis zu seiner Ablösung durch Janus Mersini im Oktober 1979 inne.
1997 erschien eine von ihm verfasste Biografie über den Politiker und Geistlichen Fan Noli unter dem Titel Fan Noli, siç e kam njohur. Kujtime.